# Gobiodon quinquestrigatus
Gobiodon quinquestrigatus är en fiskart som först beskrevs av Valenciennes, 1837.  Gobiodon quinquestrigatus ingår i släktet Gobiodon och familjen smörbultsfiskar. Inga underarter finns listade i Catalogue of Life.